# Аркар
Арка́р (каз. Арқар) — село у складі Балхаського району Алматинської області Казахстану. Входить до складу Караойського сільського округу.
У радянські часи село називалось «Архар».
Населення — 54 особи (2021; 116 у 2009, 88 у 1999, 112 у 1989).